# Géorepérage

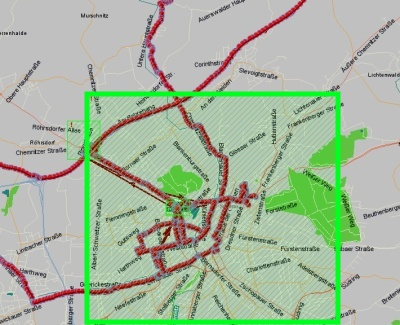
Géorepérage d'une flotte de véhicules

Le géorepérage ou gardiennage virtuel (en anglais, geofence ou geofencing) est une fonction d'un logiciel de géolocalisation qui permet de surveiller à distance la position et le déplacement d'un objet et de prendre des mesures si la position ou le déplacement s'écarte de certaines valeurs fixées d'avance.
Le Journal officiel de la République française du 7 octobre 2012 a retenu le terme géorepérage comme traduction de l'anglais technique geofencing.
Le géorepérage utilise les données reçues par un récepteur GPS embarqué et transmises par téléphonie mobile.

## Géorepérage d'une flotte de véhicules
Des zones peuvent être définies par l'utilisateur. Par exemple :
- une zone d’utilisation normale dans laquelle un véhicule peut se déplacer ;
- une zone interdite dans laquelle le véhicule ne doit pas entrer.

Le système générera ensuite des alertes lorsqu'un véhicule démontrera certains comportements prédéterminés. Par exemple :
- une alerte de position lorsqu’un véhicule pénètrera en zone interdite ;
- une alerte de kilométrage parcouru lorsqu'un véhicule parcourra plus d'un certain nombre de kilomètres au cours d'une journée ;
- une alerte de vitesse lorsque le véhicule dépassera une certaine vitesse.

Les alertes sont paramétrables par l'utilisateur et elles lui sont transmises par courrier électronique, par SMS ou par un serveur Web.

## Exemples d'application
- Permettre à des parents de savoir qu'un enfant quitte une certaine zone[3] ;
- Retrouver un véhicule volé[4] (voir Car jacking) ;
- Surveiller les déplacements des animaux sauvages[5] ;
- Gérer une flotte de véhicules (par exemple, pour suivre et localiser des poids lourds ou des taxis) ;
- Localiser des employés mobiles dans une grande entreprise (par exemple, localiser un spécialiste dans un hôpital) ;
- Adapter une politique de filtrage d'accès à l'internet sur des équipements utilisés par des enfants (politique différente dans le périmètre de l'école et en dehors de l'école).